# Святаш, Дмитрий Владимирович
Дмитрий Владимирович Святаш (укр. Дмитро Володимирович Святаш; род. 15 июня 1971, Харьков УССР) — украинский общественный и политический деятель, член фракции «Возрождение», член комитета по вопросам налоговой и таможенной политики. В связи с криминальным делом против него сбежал в Россию. Во время вторжения России на Украину, в  украинских СМИ появились утверждения о его возможном назначении руководителем захваченной Слобожанщины.

## Биография
Родился в 1971 году в Харькове. Семья Святашей живёт в Харькове с послевоенных лет. «Человеком, оказавшим на меня наибольшее влияние, является мой отец — Владимир Святаш . От него я унаследовал целеустремленность, оптимизм, организаторские способности, обаяние. Таким же хочу воспитать и своих сыновей», — заявляет Д. Святаш.
В 1988 году окончил среднюю школу № 1 имени Ленина. В 1994 году окончил Харьковский медицинский институт по специальности педиатр. В 2001 году завершил учёбу по специальности юрист в Национальной юридической академии им. Ярослава Мудрого. Годом ранее получил образование экономиста в Институте повышения квалификации и переподготовки кадров тяжёлого машиностроения. Затем в 2007 окончил Харьковский региональный институт при Президенте Украины по специальности государственное управление.
В 1997г. стал президентом украино-латвийского акционерного общества  Автоинвестстрой. В 1998г. стал президентом ООО "Автоинвестстрой". С 1999 по 2000г.г. занимает должность президента АИС. В 2000г. был президентом АИС-импорт. С 2000г. по 2002г. президент корпорации Автоинвестстрой АИС. С 2002г. (после избрания народным депутатом) Святаш отошел от оперативного управления групой АИС. С 2009г. окончательно прекратил быть учредителем (собственником) АИС. 
В 2001 году Святашем был создан социальный фонд «Пересвет». Проект работает со школами, детскими садами Московского района и оказывает им как материальную помощь, так и помощь в организации учебного процесса.
С мая 2002 года по сегодняшний день Дмитрий Святаш является народным депутатом четвёртого, пятого и шестого созывов. С 2005 по 2014 год — член Партии регионов, с 2015 года входит во фракцию партии «Возрождение».

## Политическая карьера
В марте 2002 года, набрав 24 % голосов избирателей, Дмитрий Святаш был избран народным депутатом Украины четвёртого созыва по 171 мажоритарному округу (Московский район г. Харькова). Он стал членом комитета по вопросам финансов и банковской деятельности.
В 2004 году был доверенным лицом кандидата в Президенты Украины Виктора Януковича.
Как член Партии регионов после парламентских выборов в 2006 году становится народным депутатом пятого созыва и заместителем Председателя комитета по вопросам финансов и банковской деятельности.
С ноября 2007 года в рядах той же политической силы становится главой подкомитета по вопросам налогообложения субъектов рынка небанковских финансовых учреждений и субъектов фондового рынка Комитета по вопросам налоговой и таможенной политики.
В 2014 году в статусе беспартийного самовыдвиженца избран в ВР по мажоритарному округу № 170.

## Скандалы
1 августа 2012 представители трёх коммерческих банков и Независимой ассоциации банков Украины обратились с письмом к Премьер-министру Украины Николаю Азарову с жалобой на Дмитрия Святаша и просьбой вмешаться в ситуацию и поспособствовать возврату долгов.
Самостоятельные требования к Дмитрию Святашу выдвигает Государственная налоговая служба Украины. Сумма претензий составляет около 680 000 000 грн.
Итогом судебных тяжб сразу по нескольким делам стала конфискация личного имущества, записанного на имя Дмитрия Святаша и его супруги Нины Святаш, которое обеспечивало кредитный залог. Это позволило возместить кредиторам несколько десятков миллионов долларов долга.
Бытует мнение, что именно получение депутатской неприкосновенности и взятки помогли Дмитрию Святашу избежать серьёзных проблем с законом.
В январе 2014 года Святаш на своей странице в Facebook нелицеприятно высказался в адрес жителей Западной Украины, обвинив их в попытке оправдать сотрудничавших с гитлеровцами деятелей националистического движения, а также заявил, что попытка евроинтеграции может и вовсе расколоть страну навсегда.
В октября 2019 года против Святаша было открыто уголовное производстве в связи с незаконным завладением 1.1 млрд гривен средств «УкрСиббанка» в пользу группы компаний «АИС», учредителем которой является сам фигурант дела. Дмитрий Святаш был объявлен в розыск, после чего он сбежал от следствия в Россию.

## Санкции
25 декабря 2018 года включён в санкционный список России «в связи с недружественными действиями Украины в отношении российских граждан и юрлиц».
18 ноября 2023 года включён в санкционный список Украины, власти отмечают что Святаш «рассматривается политическими кругами России как потенциальный "гауляйтер" Слобожанщины»

## Личная жизнь
Дмитрий Святаш женат, воспитывает двоих сыновей, Увлекается музыкой в стиле джаз, это отмечают многие издания и называют Святаша завсегдатаем столичных и заграничных джазовых концертов. Увлекается путешествиями, горными лыжами, сноубордингом, гольфом и большим теннисом. Также коллекционирует вино, играет на гитаре.

## Награды
- Лауреат Всеукраинской программы «Лидеры регионов» (2002)
- Почётная грамота КМУ (2003)